# Nanger
Nanger — рід парнокопитних ссавців родини Бикові (Bovidae). Рід був виділений з роду Газель (Gazella). Рід поширений в Африці у степовій зоні.

## Види
- Nanger dama
- Nanger granti
- Nanger soemmerringii
- Nanger vanhoepeni†